# EROS (satellite)
Pour les articles homonymes, voir Éros (homonymie).

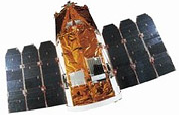
EROS-B

EROS ou Earth Resources Observation Satellite (Satellite d'observation des ressources terrestres) est une famille de satellites d'observation de la Terre commerciaux israéliens développés par Israel Aircraft Industries (IAI) avec une optique fournie par El-Op (maintenant Elbit Systems). Les satellites sont la propriété de ImageSat International qui en est l'opérateur. Deux satellites sont opérationnels début 2013 : EROS-A lancé le 5 décembre 2000 et EROS-B mis en orbite le 25 avril 2006.

## EROS-A
EROS-A est mis en orbite le 5 décembre 2000 par un lanceur russe Start-1 depuis la base de lancement de Svobodny en Sibérie orientale sur une orbite héliosynchrone de 480 km. Il passe à l'équateur à 10 h. Son pouvoir de résolution optique est de 1,9 mètre. Le satellite, qui est stabilisé sur 3 axes, a une masse totale de 260 kg dont 178 kg pour la plate-forme, 42 kg pour l'optique et 30 kg d'hydrazine utilisé par sa propulsion. Il dérive du satellite de reconnaissance militaire israélien Ofek 3. Les panneaux solaires fixes fournissent 450 watts qui alimentent un accumulateur nickel-cadmium de 14 A-h. La précision du pointage est inférieure 0,1°. Les transferts de données se font en bande X avec un débit sur la liaison descendante de 70 mégabits/s. La partie optique comprend un télescope de type Cassegrain de 30 cm de diamètre avec une focale de 3,45 mètres. Le capteur photographique de type CCD comprend deux lignes de 7 490 pixels. Sa durée de vie nominale est de 4 ans et sa durée de vie projetée est de 10 ans. En janvier 2013, il est toujours opérationnel .

## EROS-B
ImageSat prévoit de lancer initialement un satellite identique tous les 6 mois après la mise en orbite de EROS-A. Finalement, EROS-B est lancé le 25 avril 2006 par un lanceur russe Start-1 depuis la base de lancement de Svobodny en Sibérie orientale. EROS-B dispose d'une résolution optique de 0,7 mètre. Il est prévu à son lancement de l'utiliser pour surveiller le développement du programme nucléaire de l'Iran considéré comme une menace pour la sécurité d'Israël. Il circule sur une orbite héliosynchrone de 500 km et passe à l'équateur à 14 h. Son pouvoir de résolution optique est de 0,7 mètre. Le satellite, qui est stabilisé sur 3 axes, a une masse totale est de 350 kg dont 60 kg d'hydrazine utilisé par sa propulsion. Les transferts de données se font en bande X avec un débit sur la liaison descendante de 280 mégabits/s. La partie optique comprend un télescope de type Cassegrain de 50 cm de diamètre avec une longueur focale de 5 mètres.

## Développement
L'opérateur annonce en janvier 2011 qu'il prévoit de lancer à court terme un nouveau satellite baptisé EROS-C. ImageSat prévoit de lancer par la suite trois autres satellites afin de disposer d'une couverture complète de la surface du globe à l'aide de six satellites fonctionnels[réf. nécessaire].
Le lancement de EROS-C est régulièrement repoussé et est désormais prévu au plus tôt en 2020.